# Gamopetalae
Gamopetalae is een botanische naam die lang in gebruik geweest is, maar op het ogenblik uit de mode is, al mag ze nog wel gebruikt worden. Het is een beschrijvende plantennaam en betekent "planten met getrouwde (= samengegroeide) kroonbladen".
De naam wordt gebruikt voor een hoofdgroep van vele plantenfamilies, die gekarakteriseerd wordt door een bloemkroon die vergroeid is, bijvoorbeeld in het systeem van Bentham & Hooker: zij verdeelden die groep onder in de Inferae, Heteromerae en Bicarpellatae. De groep is ruwweg te vergelijken met de Sympetalae in het Wettstein-systeem, de Asteridae van Cronquist (1981) en met de Asteriden uit de 23e druk van de Heukels (2005).